# Massacre de Moïwana
Le massacre de Moïwana est un massacre perpétré par les forces armées surinamiennes dans le village bushinenge de Moïwana (en), le 29 novembre 1986.

## Contexte
Le 25 février 1980, le Suriname est traversé par un coup d'État militaire organisé par un groupe de 16 sergents avec à leur tête Desi Bouterse. Après le coup d'État, il commence à gouverner le pays en tant que président du Conseil militaire national (en) (avec le grade de lieutenant-colonel, le plus élevé de l’armée surinamienne). Ses premières mesures sont de dissoudre le Parlement, d'abroger la Constitution et de décréter l’état d’urgence.
En 1986, une insurrection prenant la forme d'une guérilla éclate au Suriname contre la dictature de Bouterse. Elle est organisée par Ronnie Brunswijk, son garde du corps personnel et l'un des 15 autres sergents impliqués dans le coup d’État. N'ayant pas été promu à la suite de celui-ci, il accuse le régime de racisme et notamment de favoriser les "Créoles-mulâtres" (la communauté de Bouterse) au détriment des Bushinenges (la communauté de Brunswijk). Le mouvement de Brunswjik, le Jungle Commando, se développe principalement à l'Est du Suriname. 

## Déroulement
Informées de la présence du chef rebelle Ronnie Brunswijk dans son village natal, les troupes du président Bouterse débarquèrent en nombre dans celui-ci mais, n'arrivant pas à mettre la main sur Brunswijk, elles se mirent à tuer les villageois (principalement des femmes et des enfants) qui, même sous la torture, ne pouvaient ou ne voulaient pas leur dire où il se trouvait, et à incendier leurs habitations (la maison de Brunswijk fut elle même ravagée par les flammes).

## Conséquences
Le massacre de Moïwana constitue le pire épisode de la guerre civile du Suriname opposant l’armée nationale dirigée par Desi Bouterse au Jungle Commando dirigé par Ronnie Brunswijk. Jamais auparavant autant de victimes civiles n'avaient été tuées dans le conflit. 

### Exode des Bushinenges vers la Guyane française
Immédiatement après le drame, environ 5 000 Bushinenges quittèrent le Suriname pour la Guyane française voisine. Afin de faire face à cet afflux massif de réfugiés, les autorités françaises de l'époque installèrent plusieurs camps le long de la frontière, où ils vécurent jusqu'au début des années 1990. La vie dans ces camps n'était pas facile et leurs habitants n'étaient pas autorisés à travailler ou à étudier en France, ce qui occasionna un retard scolaire considérable chez les jeunes qui y vivaient. 

### Reconnaissance limitée du massacre
L'évènement fit l'objet d'un film intitulé Membre Moiwana.
L'association de défense des droits de l'homme Moiwana'86 (dénommée ainsi en souvenir évident du massacre) avec à sa tête le réalisateur Stanley Rensch (nl) se battit pendant des années pour obtenir une meilleure reconnaissance de ce qu'elle considérait comme un crime abject. Elle obtint gain de cause auprès de la Cour interaméricaine des droits de l'homme qui, le 15 août 2005, condamna le gouvernement du Suriname pour son rôle dans le massacre. 
Le 15 juillet 2006, le président Ronald Venetiaan s'excusa au nom de l'État surinamien pour le massacre. 
Cependant la reconnaissance du massacre par les autorités surinamiennes s'arrêta à des excuses officielles et à des compensations financières car les soldats qui y prirent part ne furent jamais poursuivis. 